# Клакамас (округ)
Округ Клакамас (англ. Clackamas County) — округ штата Орегон Соединённых Штатов Америки.
На 2010 год население составляло 375 992 человек. Окружным центром является город Орегон-Сити. Округ был назван в честь ранее обитавшего здесь индейского племени клакамас.

## География
По данным бюро переписи населения США, округ имеет площадь 4867 км², из которых: 4838 км² — земля и 28 км² (0,58) — вода.

### Соседние округа
- Малтнома — на севере
- Худ-Ривер — на северо-востоке
- Уоско — на востоке
- Марион — на юге
- Ямхилл — на западе
- Вашингтон — на северо-западе

### Города
| - Портленд (часть) - Гладстон - Дамаскус / Карвер - Хаппи-Валли - Джонсон-Сити | - Лейк-Осуиго - Милуоки - Орегон-Сити - Ривергров - Туолатин (часть) | - Уэст-Линн - Уилсонвилл - Барлоу - Канби - Эстакада | - Молалла - Санди |

### Деревни
| - Брайтвуд - Мармот - Рододендрон - Уэлшес - Уэмми | - Зигзаг - Биверкрик - Молалла-Прери - Мулино - Стаффорд |

## Климат
Среднегодовая температура для Клакамаса составляет около 12—13 °C), а среднегодовое количество осадков около 1200 мм). Согласно системе классификации климатов Кёппена, в округе теплый летний средиземноморский климат, на климатических картах обозначаемый аббревиатурой «Csb».

## История
Является одним из первых округов, образованных в Орегоне.
| Год  | Республиканская партия | Демократическая партия |
| ---- | ---------------------- | ---------------------- |
| 2008 | 43.6 % 83,595          | 54.0 % 103,476         |
| 2004 | 50.1 % 97,691          | 48.8 % 95,129          |
| 2000 | 47.8 % 77,539          | 47.1 % 76,421          |
| 1996 | 41.0 % 59,443          | 46.6 % 67,709          |
| 1992 | 34.8 % 53,724          | 39.0 % 60,310          |

### Достопримечательности и заповедники
- Национальный лесной заповедник Маунт-Худ (часть)
- Национальный лесной заповедник Уилламетт (часть)
- Гора Том-Дик-энд-Харри

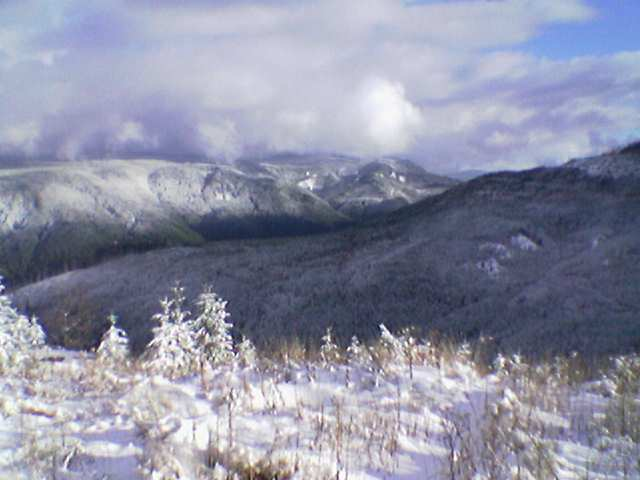
Лесная долина к западу от реки Клакамас
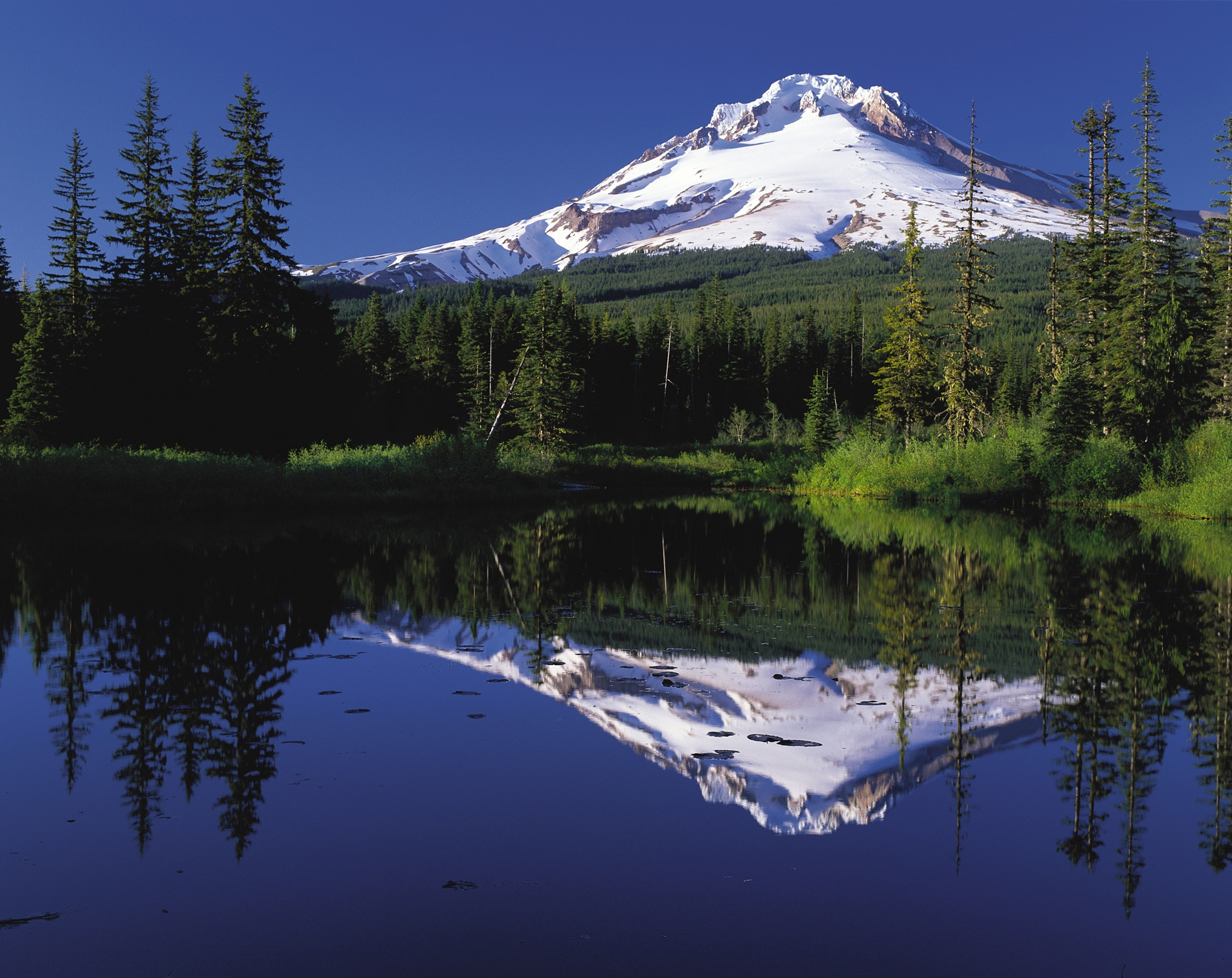
Лесной заповедник Маунт-Худ
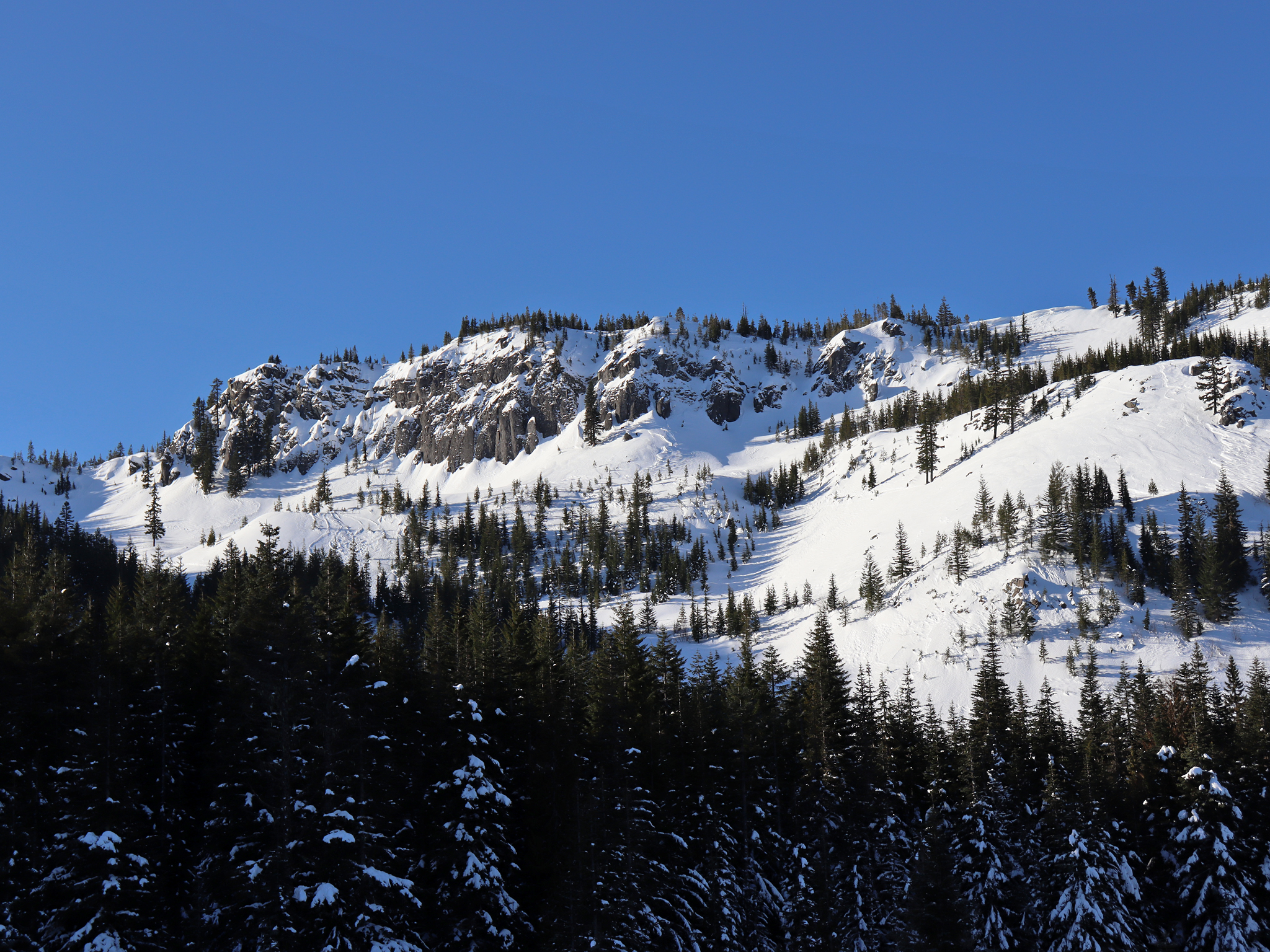
Гора Том-Дик-энд-Харри

## Демография
По состоянию на 2010 год в округе проживало 375 992 человек. Плотность населения составляла 77,7 чел./км². Расовый состав округа выглядит следующим образом: «Белые» — 91,27 %, коренные жители — 0,71 % , афроамериканцы — 0,66 %, азиаты — 2,45 %, жители Океании — 0,17 %, прочих — 2,28 %, две или более расы(метисы) — 2,46 %.
Средний возраст населения составляет 38 лет. На каждые 100 женщин приходится 97,50 мужчин.
Средний годовой семейный доход составляет 60 791 долларов. Средний доход мужчины составляет 43 462 долларов против 30 891 долларов у женщин.Доход на душу населения составляет 25 973 долларов. Доход ниже прожиточного минимума имеют 6,60 % человек от общего населения.
| Год     | 1850   | 1860   | 1870    | 1880    | 1890    | 1900    | 1910    | 1920    | 1930   |
| Жителей | 1 859  | 3 466  | 5 993   | 9 260   | 15 233  | 19 658  | 29 931  | 37 698  | 46 205 |
| Год     | 1940   | 1950   | 1960    | 1970    | 1980    | 1990    | 2000    | 2010    |        |
| Жителей | 57 130 | 86 716 | 113 038 | 166 088 | 241 919 | 278 850 | 338 391 | 375 992 |        |

## Экономика
Основным занятием населения с момента создания округа является сельское хозяйство. Маунт-Худ — единственный в США круглогодичный горнолыжный курорт, также позволяющий значительно пополнять местную казну.